# Деві (округ, Північна Кароліна)
Шаблон:StateAbbr_ 35°56′ пн. ш. 80°32′ зх. д. / 35.93° пн. ш. 80.54° зх. д.
Округ  Деві (англ. Davie County) — округ (графство) у штаті  Північна Кароліна, США. Ідентифікатор округу 37059.

## Історія
Округ утворений 1836 року.

## Демографія
За даними перепису 
2000 року 
загальне населення округу становило 34835 осіб, зокрема міського населення було 7992, а сільського — 26843.
Серед мешканців округу чоловіків було 17149, а жінок — 17686. В окрузі було 13750 домогосподарств, 10261 родин, які мешкали в 14953 будинках.
Середній розмір родини становив 2,91.
Віковий розподіл населення поданий у таблиці:
| Стать    | До 15 років | 15-21 | 22-29 | 30-39 | 40-49 | 50-65 | 65-85 | Понад 85 |
| -------- | ----------- | ----- | ----- | ----- | ----- | ----- | ----- | -------- |
| Чоловіки | 3693        | 1420  | 1663  | 2592  | 2718  | 3050  | 1859  | 154      |
| Жінки    | 3392        | 1343  | 1573  | 2664  | 2801  | 3119  | 2393  | 401      |

## Виноски
1. ↑  U.S. Decennial Census. United States Census Bureau. Архів оригіналу за 26 квітня 2015. Процитовано 14 січня 2015.
2. ↑  Historical Census Browser. University of Virginia Library. Архів оригіналу за 16 серпня 2012. Процитовано 14 січня 2015.
3. ↑  Forstall, Richard L., ред. (27 березня 1995). Population of Counties by Decennial Census: 1900 to 1990. United States Census Bureau. Архів оригіналу за 3 березня 2015. Процитовано 14 січня 2015.
4. ↑  Census 2000 PHC-T-4. Ranking Tables for Counties: 1990 and 2000 (PDF). United States Census Bureau. 2 квітня 2001. Архів оригіналу (PDF) за 18 грудня 2014. Процитовано 14 січня 2015.
5. ↑  State & County QuickFacts. United States Census Bureau. Архів оригіналу за 6 червня 2011. Процитовано 19 жовтня 2013.(англ.) Наведено за англійською вікіпедією.
6. ↑  American FactFinder. Бюро перепису населення США. Архів оригіналу за 21 травня 2008. Процитовано 31 січня 2008.

| США | Це незавершена стаття з географії США. Ви можете допомогти проєкту, виправивши або дописавши її. |